# Distretto di Tumkur
Il distretto di Tumkur è un distretto del Karnataka, in India, di 2 579 516 abitanti. È situato nella divisione di Bangalore e il suo capoluogo è Tumkur.